# Pseudamnicola
Pseudamnicola là một chi ốc cỡ nhỏ nước lợ với một nắp, là động vật chân bụng sống dưới nước động vật thân mềm thuộc họ Hydrobiidae.
Pseudamnicola chi điển hình trong siêu họ Pseudamnicolinae.

## Các loài
Các loài thuộc chi Pseudamnicola bao gồm:
- Pseudamnicola anteisensis
- Pseudamnicola artanensis
- Pseudamnicola gasulli Boeters, 1981
- Pseudamnicola klemmi
- Pseudamnicola melitensis
- Pseudamnicola meloussensis
- Pseudamnicola tramuntanae
- Pseudamnicola boucheti Glöer, Bouzid & Boeters, 2010[1]
- Pseudamnicola chabii Glöer, Bouzid & Boeters, 2010[1]
- Pseudamnicola ghamizii Glöer, Bouzid & Boeters, 2010[1]
- Pseudamnicola algeriensis Glöer, Bouzid & Boeters, 2010[1]
- Pseudamnicola gerhardfalkneri Glöer, Bouzid & Boeters, 2010[1]
- Pseudamnicola calamensis Glöer, Bouzid & Boeters, 2010[1]
- Pseudamnicola fineti Glöer, Bouzid & Boeters, 2010[1]
- Pseudamnicola linae Glöer, Bouzid & Boeters, 2010[1]
- Pseudamnicola rouagi Glöer, Bouzid & Boeters, 2010[1]

## Hình ảnh

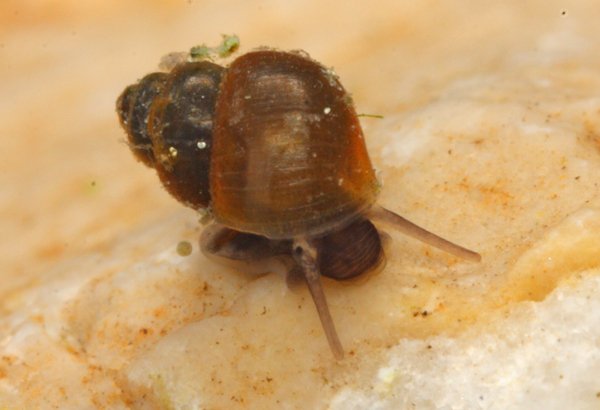
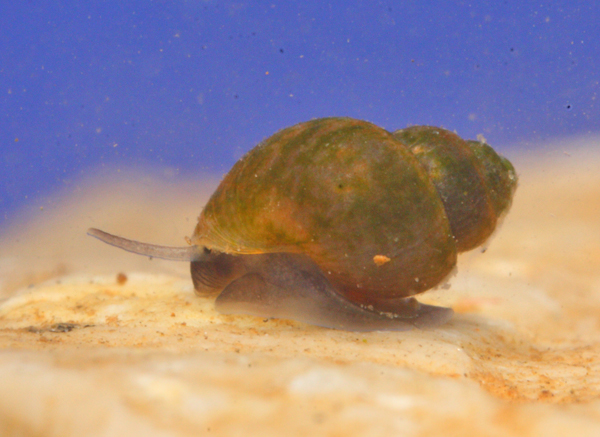
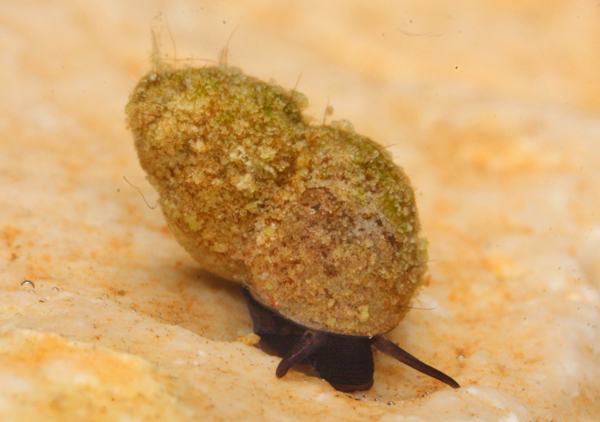